# Turks Head Ridge
Turks Head Ridge är en bergstopp i Antarktis. Den ligger i Östantarktis. Nya Zeeland gör anspråk på området. Toppen på Turks Head Ridge är 944 meter över havet.
Terrängen runt Turks Head Ridge är kuperad åt sydväst, men åt nordost är den bergig. Havet är nära Turks Head Ridge åt sydväst. Trakten är obefolkad. Det finns inga samhällen i närheten. 